# Bahnstrecke Eyach–Hechingen
| Bahnhof Bad Imnau |                      |                                                        |                                                        |
| Streckennummer (DB): | 9460                 |                                                        |                                                        |
| Kursbuchstrecke (DB): | 767 307k (1946)      |                                                        |                                                        |
| Streckenlänge: | 27,9 km              |                                                        |                                                        |
| Spurweite: | 1435 mm (Normalspur) |                                                        |                                                        |
| Streckenklasse: | D4                   |                                                        |                                                        |
| Maximale Neigung: | 25,8 ‰               |                                                        |                                                        |
| Minimaler Radius: | 150 m                |                                                        |                                                        |
| Streckengeschwindigkeit: | 60 km/h              |                                                        |                                                        |
| Zugbeeinflussung: | PZB                  |                                                        |                                                        |
| |                      |                                                        |                                                        |
| \| \| 0,0 \| Eyach Landesbahn \| 374 m \| \| \| \| zur Bahnstrecke Plochingen–Immendingen (bis 1984) \| \| \| \| \| von der Bahnstrecke Plochingen–Immendingen (seit 1984) \| \| \| \| 0,6 \| Eyach \| Eyach \| \| \| 3,7 \| Mühringen \| 387 m \| \| \| 6,0 \| Bad Imnau \| 394 m \| \| \| 9,7 \| Trillfingen \| 415 m \| \| \| 10,3 \| Anschluss Steinbruch \| Anschluss Steinbruch \| \| \| 10,9 \| Haigerloch \| 425 m \| \| \| 11,5 \| Haigerloch-Tunnel (146 m) \| Haigerloch-Tunnel (146 m) \| \| \| 12,8 \| Stunzach \| Stunzach \| \| \| 13,3 \| Stetten (b Haigerloch) \| 440 m \| \| \| 14,0 \| Eyach \| Eyach \| \| \| 14,0 \| Weg \| Weg \| \| \| 15,9 \| Scheitelpunkt „Weißes Kreuz“ \| 492 m \| \| \| 18,1 \| Hart (Hohenz) \| 455 m \| \| \| 20,0 \| L 410 \| L 410 \| \| \| 20,8 \| Bach \| Bach \| \| \| 21,6 \| Rangendingen \| 419 m \| \| \| \| Anschluss Tubex \| \| \| \| 22,0 \| Anschluss Baufirma Dieringer \| Anschluss Baufirma Dieringer \| \| \| 23,3 \| Starzel \| Starzel \| \| \| 23,5 \| Lindich-Weilheim \| 436 m \| \| \| 25,2 \| Starzel \| Starzel \| \| \| 25,6 \| Stein (Hohenz) \| 456 m \| \| \| 26,3 \| Starzel \| Starzel \| \| \| 26,3 \| Haigerlocher Straße \| Haigerlocher Straße \| \| \| 26,8 \| Anschluss Städtisches Gaswerk \| Anschluss Städtisches Gaswerk \| \| \| 26,9 \| Friedrichstraße-Sickingen \| 476 m \| \| \| \| von der Bahnstrecke Tübingen–Sigmaringen \| \| \| \| 27,9 \| Hechingen Landesbahn \| 492 m \| \| \| \| nach Gammertingen \| \| |                      |                                                        |                                                        |
| Kopfbahnhof Streckenanfang | 0,0                  | Eyach Landesbahn                                       | 374 m                                                  |
| Abzweig geradeaus und ehemals nach rechts |                      | zur Bahnstrecke Plochingen–Immendingen (bis 1984)      | zur Bahnstrecke Plochingen–Immendingen (bis 1984)      |
| Abzweig geradeaus und von rechts |                      | von der Bahnstrecke Plochingen–Immendingen (seit 1984) | von der Bahnstrecke Plochingen–Immendingen (seit 1984) |
| Brücke über Wasserlauf | 0,6                  | Eyach                                                  | Eyach                                                  |
| Haltepunkt / Haltestelle | 3,7                  | Mühringen                                              | 387 m                                                  |
| Bahnhof | 6,0                  | Bad Imnau                                              | 394 m                                                  |
| ehemaliger Haltepunkt / Haltestelle | 9,7                  | Trillfingen                                            | 415 m                                                  |
| Abzweig geradeaus und ehemals nach rechts | 10,3                 | Anschluss Steinbruch                                   | Anschluss Steinbruch                                   |
| Bahnhof | 10,9                 | Haigerloch                                             | 425 m                                                  |
| Tunnel | 11,5                 | Haigerloch-Tunnel (146 m)                              | Haigerloch-Tunnel (146 m)                              |
| Brücke über Wasserlauf | 12,8                 | Stunzach                                               | Stunzach                                               |
| Bahnhof | 13,3                 | Stetten (b Haigerloch)                                 | 440 m                                                  |
| Brücke über Wasserlauf | 14,0                 | Eyach                                                  | Eyach                                                  |
| Brücke | 14,0                 | Weg                                                    | Weg                                                    |
| Kulminations-/Scheitelpunkt | 15,9                 | Scheitelpunkt „Weißes Kreuz“                           | 492 m                                                  |
| Dienststation / Betriebs- oder Güterbahnhof | 18,1                 | Hart (Hohenz)                                          | 455 m                                                  |
| Brücke | 20,0                 | L 410                                                  | L 410                                                  |
| Brücke über Wasserlauf | 20,8                 | Bach                                                   | Bach                                                   |
| Bahnhof | 21,6                 | Rangendingen                                           | 419 m                                                  |
| Abzweig geradeaus und ehemals von rechts |                      | Anschluss Tubex                                        | Anschluss Tubex                                        |
| Abzweig geradeaus und ehemals nach links | 22,0                 | Anschluss Baufirma Dieringer                           | Anschluss Baufirma Dieringer                           |
| Brücke über Wasserlauf | 23,3                 | Starzel                                                | Starzel                                                |
| ehemaliger Haltepunkt / Haltestelle | 23,5                 | Lindich-Weilheim                                       | 436 m                                                  |
| Brücke über Wasserlauf | 25,2                 | Starzel                                                | Starzel                                                |
| ehemaliger Bahnhof | 25,6                 | Stein (Hohenz)                                         | 456 m                                                  |
| Brücke über Wasserlauf | 26,3                 | Starzel                                                | Starzel                                                |
| Brücke | 26,3                 | Haigerlocher Straße                                    | Haigerlocher Straße                                    |
| Abzweig geradeaus und ehemals von rechts | 26,8                 | Anschluss Städtisches Gaswerk                          | Anschluss Städtisches Gaswerk                          |
| ehemaliger Bahnhof | 26,9                 | Friedrichstraße-Sickingen                              | 476 m                                                  |
| Abzweig geradeaus und von links |                      | von der Bahnstrecke Tübingen–Sigmaringen               | von der Bahnstrecke Tübingen–Sigmaringen               |
| Bahnhof | 27,9                 | Hechingen Landesbahn                                   | 492 m                                                  |
| Strecke |                      | nach Gammertingen                                      | nach Gammertingen                                      |

Die Bahnstrecke Eyach–Hechingen, auch Eyachtalbahn oder Zollern-Alb-Bahn 4 (ZAB 4), ist eine Nebenbahn in Baden-Württemberg. Sie verläuft von Eyach über Haigerloch nach Hechingen, ist durchgehend eingleisig und nicht elektrifiziert.

## Geschichte
Die Hohenzollernsche Lande lagen als lang gezogenes Territorium inmitten des Königreichs Württemberg, deren Königlich Württembergische Staats-Eisenbahnen dieses „ausländische“ Gebiet lediglich auf dem jeweils kürzesten Weg durchquerte und nur die beiden Kreisstädte Hechingen und Sigmaringen bediente. Die 1899 gegründete Actiengesellschaft Hohenzollern’sche Kleinbahngesellschaft, die spätere Hohenzollerische Landesbahn (HzL), sollte die Hohenzollernsche Lande durch Kleinbahnen erschließen und an das württembergische Eisenbahnnetz anschließen.
Am 18. Juni 1901 wurde die 13,26 Kilometer lange Stichstrecke von Eyach über Haigerloch nach Stetten als normalspurige Kleinbahn und als dritte Strecke der Hohenzollerischen Landesbahn in Betrieb genommen. Am 24. Dezember 1912 erfolgte der Lückenschluss mit der Eröffnung der Streckenverlängerung über Stetten bis Hechingen als letzte Stammstrecke der HzL. Damit wurde eine durchgehende Bahnverbindung von 86 Kilometern Länge quer durch die Hohenzollernsche Lande von Eyach über Hechingen, Gammertingen und Hanfertal bis Sigmaringendorf geschaffen.
Da die Königlich Württembergischen Staats-Eisenbahnen Eigentümer der Bahnstrecke Plochingen–Immendingen und der Bahnstrecke Tübingen–Sigmaringen waren, blieb der Hohenzollerischen Landesbahn der Anschluss an die bestehenden Strecken zunächst verwehrt. So wurden in Eyach und Hechingen eigene Bahnhöfe neben den bestehenden Bahnhöfen errichtet, ebenso wie auf den anderen Stammstrecken der HzL in Sigmaringen oder Kleinengstingen.
1923 wurde im Felseinschnitt vor dem Nordportal des Haigerloch-Tunnels ein Steinschlagschutz errichtet.
Die Strecke blieb nach der Einstellung des Personennahverkehrs 1972/1973 für den Güterverkehr in Betrieb.
2009 wurde der Oberbau erneuert.

### Reaktivierungsbemühungen im vertakteten Personenverkehr

#### Ergänzungslinie der Regional-Stadtbahn Neckar-Alb
In einer Machbarkeitsstudie aus dem Jahr 2004 zur geplanten Regional-Stadtbahn Neckar-Alb wurde die Reaktivierung der Strecke als stündliche, zur Schwachverkehrszeit zweistündliche, Ergänzungslinie S31 untersucht, die teilweise über Eyach hinaus nach Tübingen durchgebunden worden wäre. Dafür sollte die Strecke sowohl in Eyach als auch in Hechingen in die Bahnhöfe der Deutschen Bahn statt in die Bahnhöfe der Landesbahn geführt werden. Als neue Haltepunkte waren Haigerloch-Stetten Ort und Rangendingen Nord vorgesehen. Die Infrastrukturkosten wurden mit 4,3 Mio. Euro beziffert, eine Elektrifizierung war dabei nicht vorgesehen.
Ein alternatives Betriebskonzept des Pro RegioStadtbahn e. V. sah ebenfalls die Reaktivierung der Strecke vor, verzichtete aber auf den Bau neuer Einfädelungen in die DB-Bahnhöfe. So hätten die Infrastrukturkosten auf 1,9 Mio. Euro gesenkt werden können.
In der Standardisierten Bewertung der Regional-Stadtbahn wurde die Strecke Eyach–Hechingen im Jahr 2010 nicht mehr berücksichtigt.

#### Potenzialanalyse durch das Land Baden-Württemberg 2019/2020
Das Ministerium für Verkehr Baden-Württemberg startete 2019 eine Offensive zur Reaktivierung stillgelegter Bahnstrecken und untersuchte das Fahrgastpotenzial von 42 Reaktivierungsstrecken im Land. Im November 2020 wurde die Studie veröffentlicht und die Eyachtalbahn in Kategorie C „Mittleres Nachfragepotenzial – Potenzial vertieft zu betrachten“ eingeordnet. Die Strecke wurde somit hinter den beiden anderen untersuchten Strecken im Zollernalbkreis,  der Talgangbahn und der Bahnstrecke Balingen–Rottweil, eingestuft. Im Gegensatz zu diesen Strecken muss eine tiefergehende Untersuchung vorgelegt werden, um eine Förderzusage des Landes zu erhalten.
Die anliegenden Kommunen Horb am Neckar, Haigerloch und Starzach sprachen sich für die Reaktivierung der Strecke aus, wenngleich teils Enttäuschung über die Einstufung in das untere Mittelfeld herrschte. Der Gemeinderat Rangendingen befürwortet ebenfalls eine Wiederaufnahme des Personenverkehrs, während eine dortige Bürgerinitiative die ländliche Idylle durch Zuglärm gestört sieht und insbesondere an Bahnübergängen eine Gefahr für Anwohner und Kinder befürchtet.

#### Machbarkeitsstudie 2023
Eine vom Regionalverband Neckar-Alb in Auftrag gegebene und vom Land geförderte Machbarkeitsstudie empfahl 2023, eine Reaktivierung mit einer Linie Horb–Hechingen im Stundentakt mit Akkumulatortriebwagen weiterzuverfolgen. Diese Variante erreichte dabei ein stabiles Nutzen-Kosten-Verhältnis über 1 und eine Prognose von rund 790 Personenkilometern pro Streckenkilometer. Die Machbarkeitsstudie bescheinigt ihr damit gute Chancen für den Nachweis der Förderfähigkeit in einer Standardisierten Bewertung und für die Übernahme der Betriebskosten durch das Land. Als Infrastrukturmaßnahmen sind dafür unter anderem der Neubau einer Verbindungskurve Richtung Horb bei Eyach, die Erhöhung der Streckenhöchstgeschwindigkeit durchgehend auf 60 km/h, abschnittweise auf 80 km/h, sowie der Neubau der fünf neuen Haltepunkte Stetten (Haigerloch) Ost, Rangendingen Nord, Rangendingen Ost (als Ersatz für Rangendingen), Hechingen-Stein und Hechingen Nord erforderlich. Im April 2024 stimmten die Gemeinderäte der Anliegergemeinden Rangendingen, Haigerloch und Hechingen für eine Weiterverfolgung der Reaktivierung.

### Unfälle
1968 ereignete sich bei Hart ein Frontalzusammenstoß, bei dem der Triebfahrzeugführer verstarb und der Triebwagen VT 3 so stark beschädigt wurde, dass er in der Folge verschrottet wurde.
Ebenfalls 1968 stürzte in Haigerloch ein Beiwagen in die Eyach.

## Streckenbeschreibung
An der Mündung der Eyach in den Neckar liegt der Weiler Eyach. Vom Bahnhof Eyach Landesbahn, der auf der gegenüberliegenden Straßenseite des Bahnhofs Eyach der Deutschen Bahn liegt, führt die Eyachtalbahn zunächst in Richtung Westen. Nach rund 300 Metern mündet das Verbindungsgleis zur Bahnstrecke Plochingen–Immendingen aus Richtung Plochingen bzw. DB-Bahnhof Eyach kommend in die Eyachtalbahn. Nach Unterquerung der Landesstraße 360 und Überquerung der Eyach verläuft die Strecke an der Eyach entlang zum Haltepunkt Mühringen. Bei Kilometer 6,0 wird der am Ortsrand liegende Bahnhof Bad Imnau erreicht.

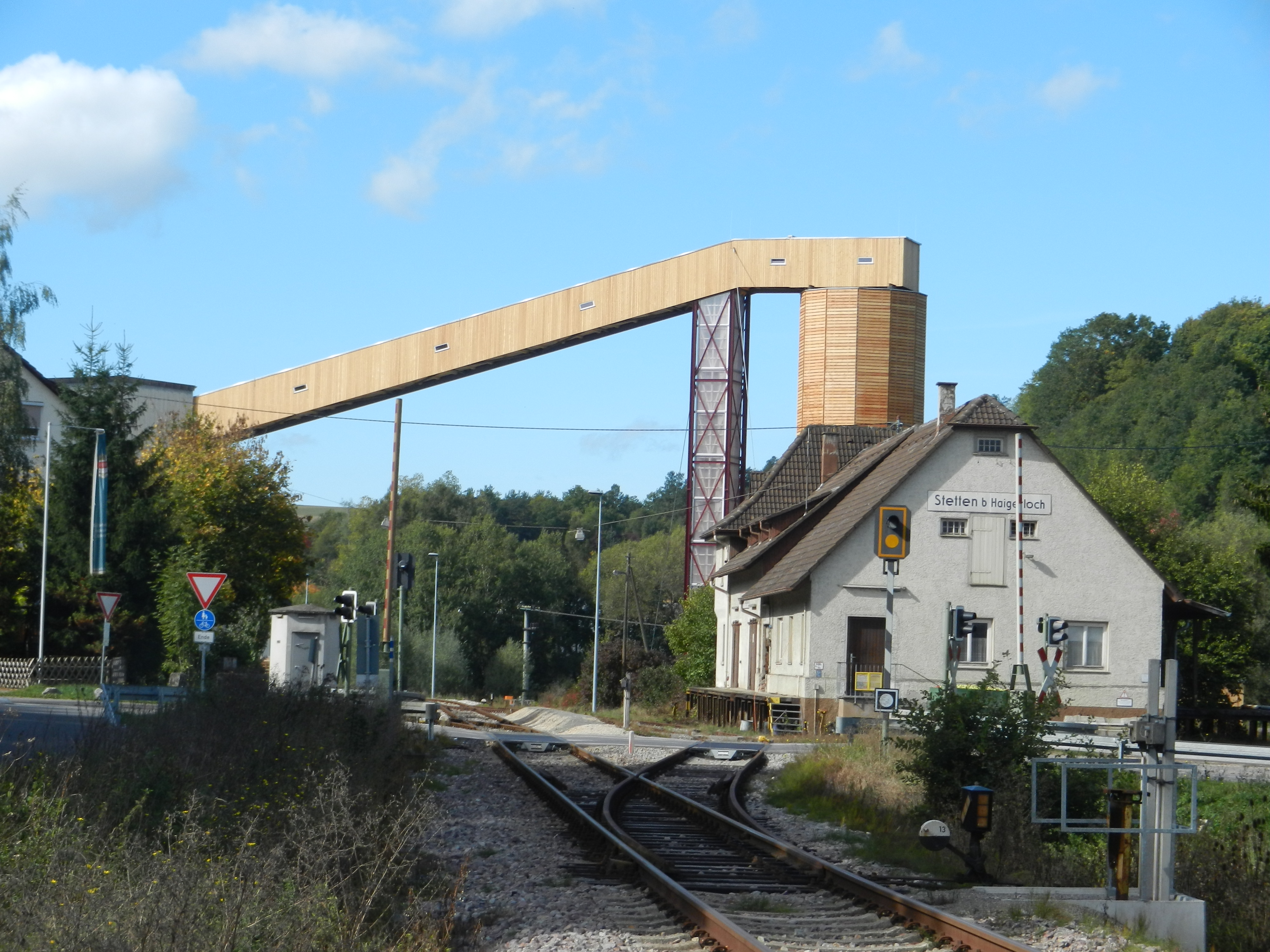
Anlagen des Salzbergwerks am Bahnhof Stetten

Im weiteren Verlauf passiert die Strecke den inzwischen aufgelassenen Haltepunkt Trillfingen, welcher rund 1,3 Kilometer westlich des Ortes liegt. Dem ebenfalls außerhalb der Stadt liegenden Bahnhof Haigerloch folgt der 146 Meter lange Haigerloch-Tunnel. Weiter führt die Strecke entlang der Eyach nach Überquerung der Stunzach zum Bahnhof Stetten bei Haigerloch mit mehrgleisigen Güteranlagen. Über eine Verladeanlage kann das Salzbergwerk Stetten Güterwagen befüllen.
Anschließend folgt ein Anstieg von 52 Höhenmetern bis zum Scheitelpunkt Weißes Kreuz, dem ein um 37 Höhenmeter fallender Abschnitt bis zum Bahnhof Hart (Hohenz) folgt. Zwischen Stetten bei Haigerloch und Weißes Kreuz dürfen schwere Züge durch ein nicht mit dem Zug gekuppeltes Triebfahrzeug nachgeschoben werden.
Der folgende Bahnhof Hart (Hohenz), der knapp einen Kilometer südlich des Dorfes Hart liegt, ist dreigleisig ausgebaut und dient nur noch dem Güterverkehr. Weiter entlang der Landesstraße 410 und dem nördlichen Rand von Rangendingen erreicht die Strecke den Bahnhof Rangendingen. Es folgt der aufgelassene Haltepunkt Lindich-Weilheim, der vom namensgebenden Schloss Lindich rund 2,5 Kilometer und vom Ort Weilheim 3,5 Kilometer entfernt liegt. Bei Kilometer 25,6 befand sich der inzwischen ebenfalls aufgelassene Bahnhof Stein (Hohenz).
Rund einen Kilometer weiter erreicht die Strecke Hechingen und passiert den ehemaligen Bahnhof Friedrichstraße-Sickingen, der nach dem zwei Kilometer entfernten Hechinger Ortsteil Sickingen und dem ehemaligen Ortsteil Friedrichstraße benannt ist. Vor Erreichen des Bahnhofs Hechingen Landesbahn, der wiederum auf der gegenüberliegenden Straßenseite des Bahnhofs Hechingen liegt, zweigt eine Spitzkehre ab, welcher eine Rampe hinauf zu diesem Bahnhof folgt. Nach der Rampe muss in einer weiteren Spitzkehre erneut die Richtung gewechselt werden, um in Richtung Sigmaringen in den Bahnhof Hechingen einzufahren.
Die Strecke endet im viergleisigen Bahnhof Hechingen Landesbahn, wo sie in die Bahnstrecke Hechingen–Gammertingen übergeht, die seit 1997 außerdem durch ein Streckengleis mit dem Bahnhof Hechingen der Deutschen Bahn verbunden ist.

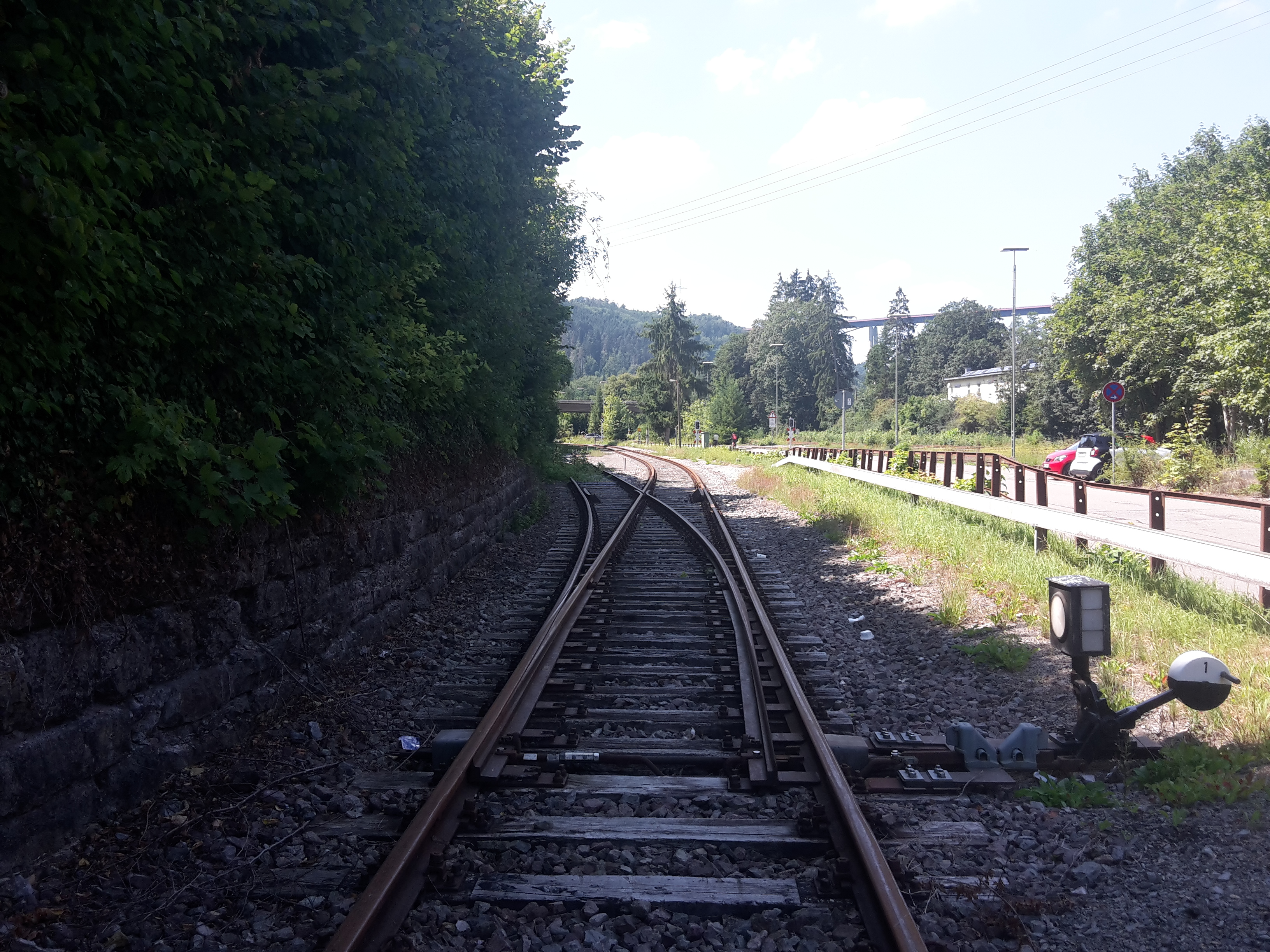
Bahnhof Eyach Landesbahn
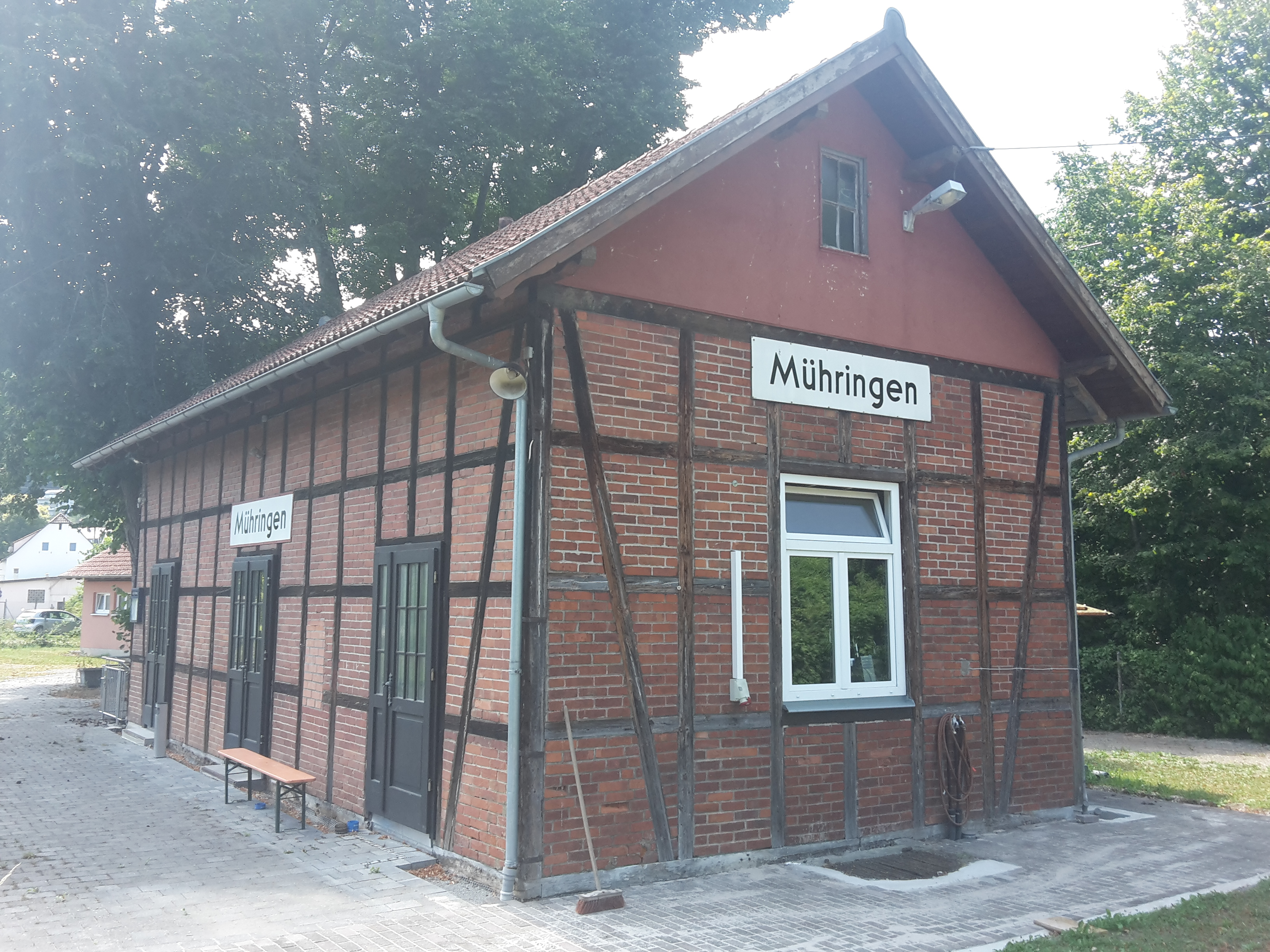
Haltepunkt Mühringen
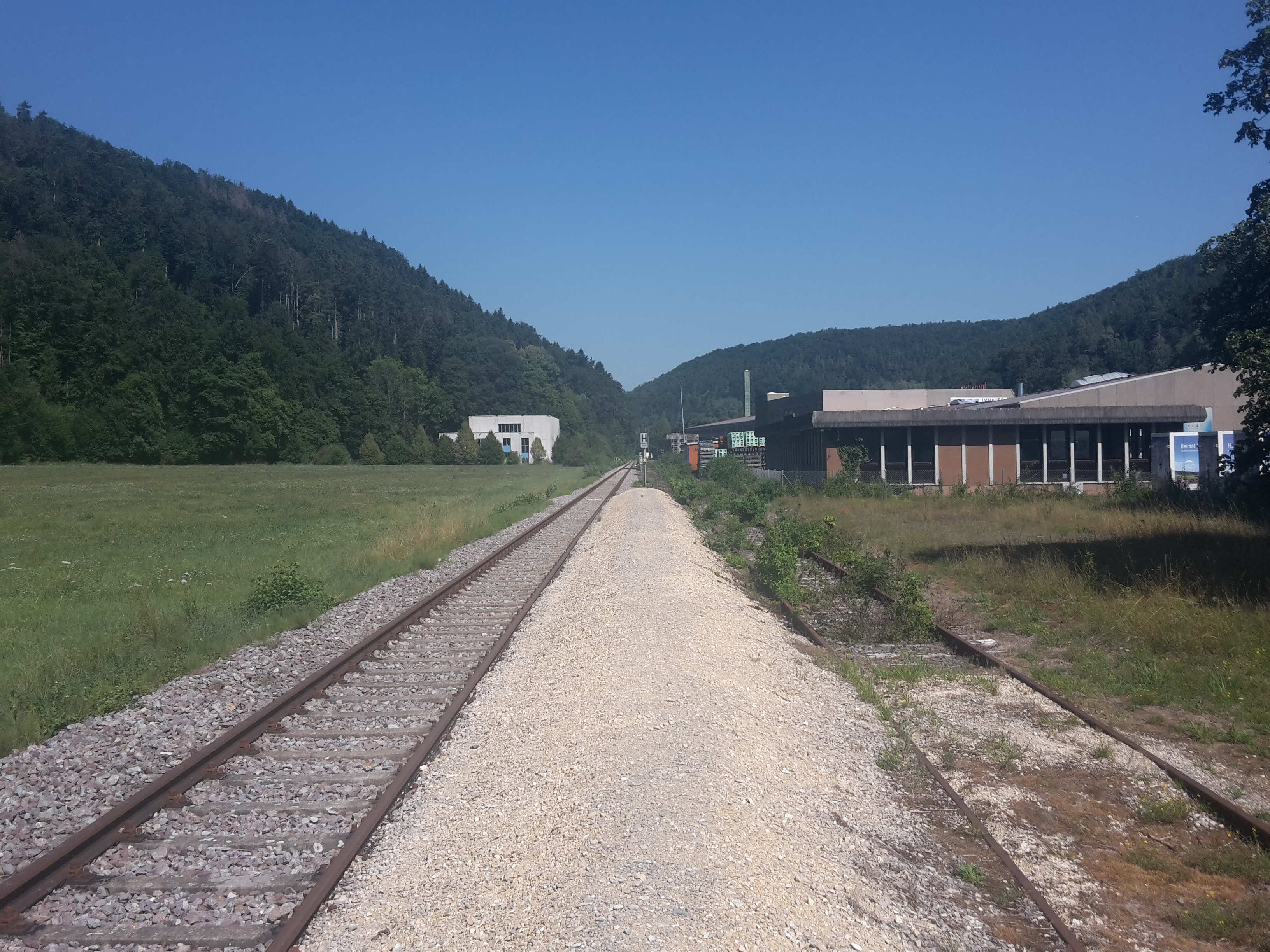
Bahnhof Bad Imnau
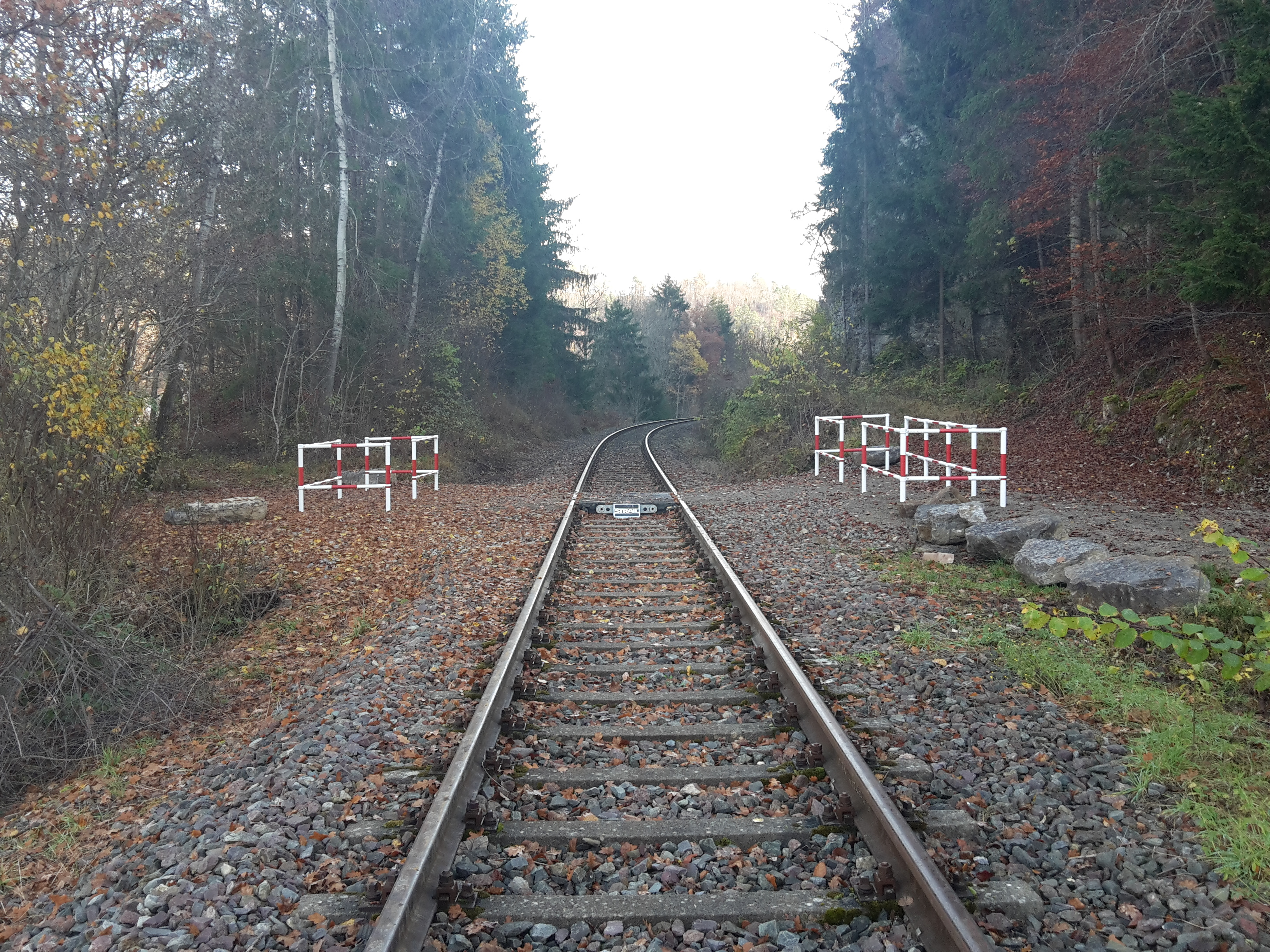
Ehemaliger Haltepunkt Trillfingen
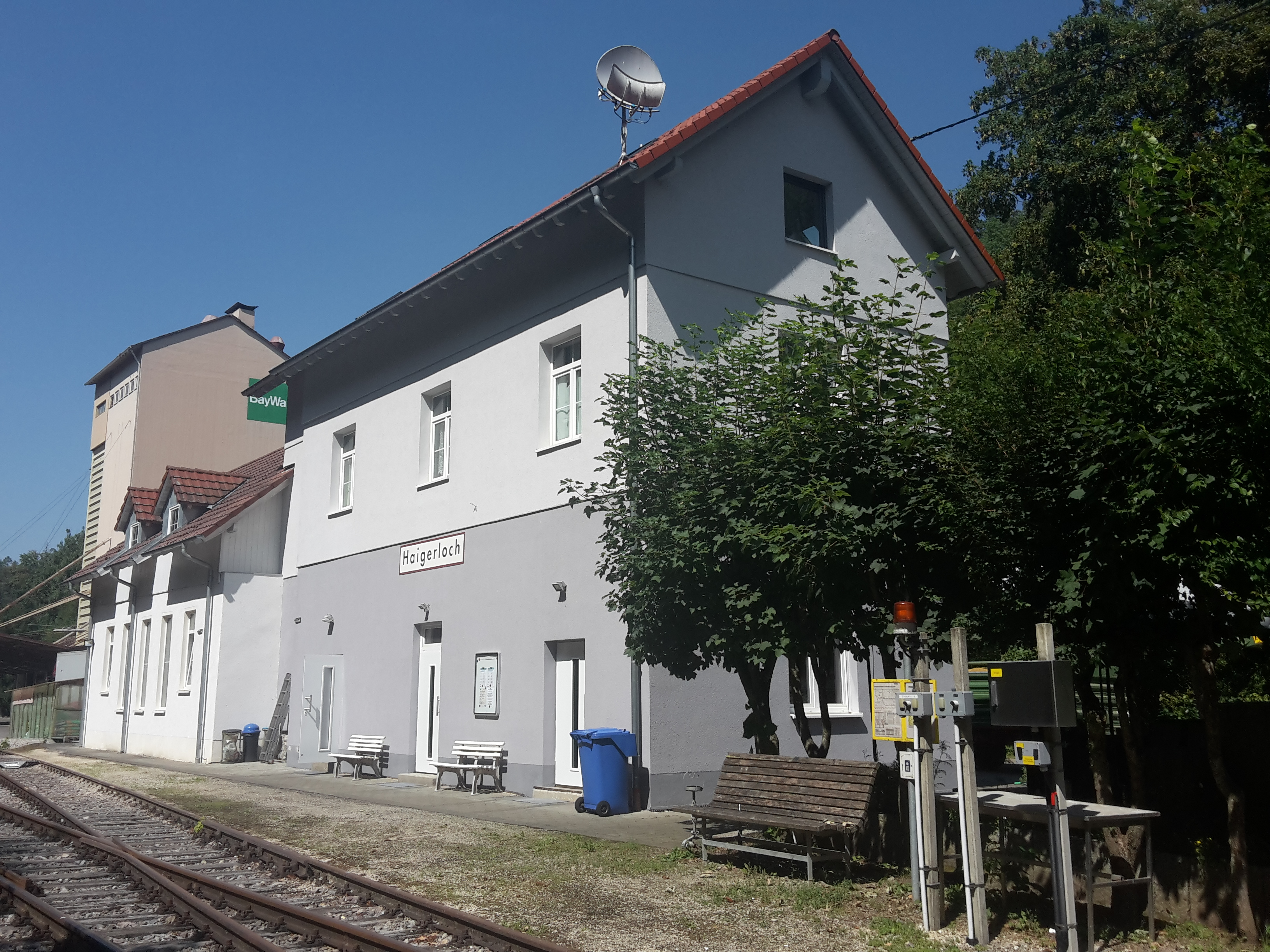
Bahnhof Haigerloch
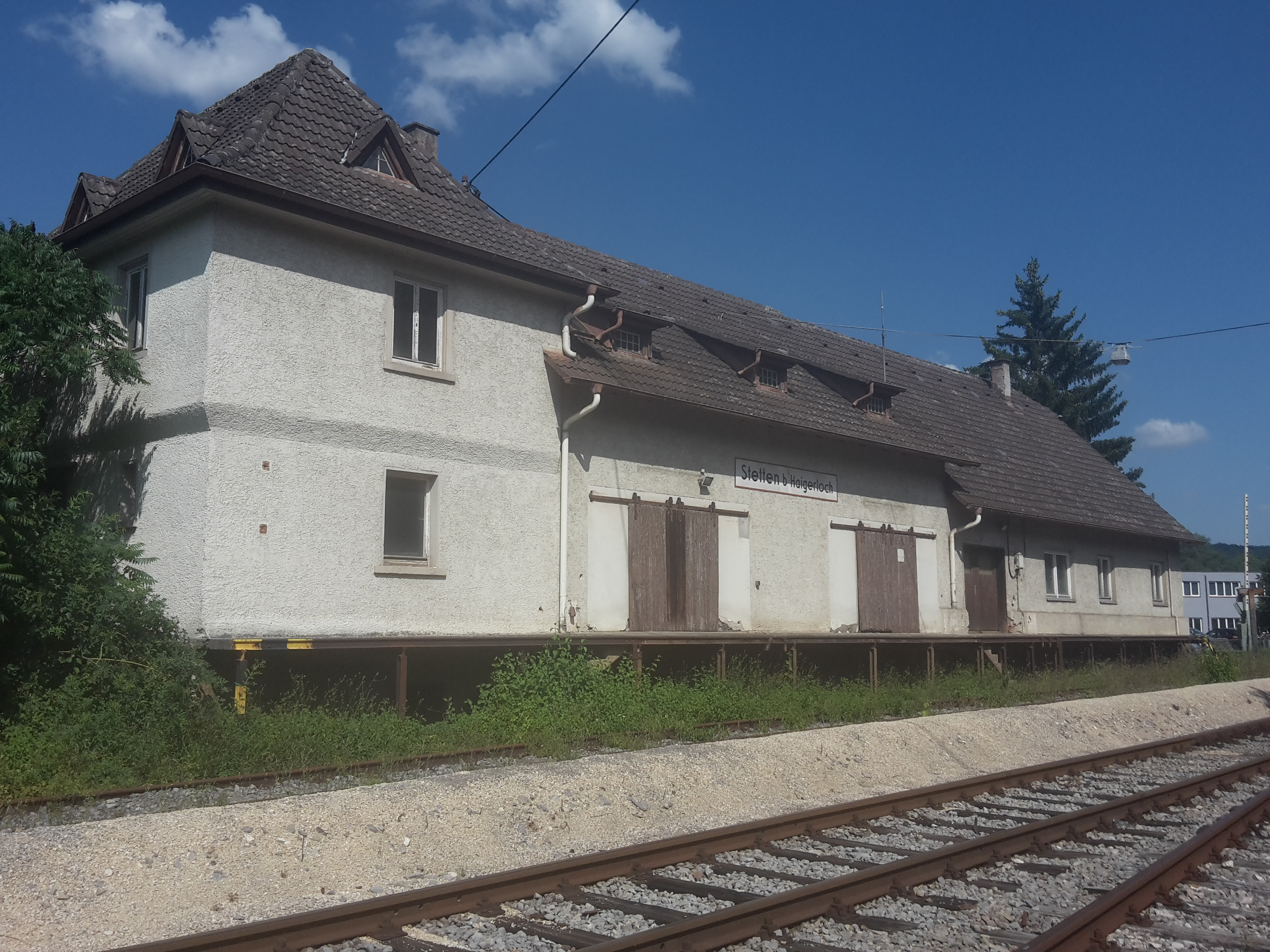
Bahnhof Stetten bei Haigerloch
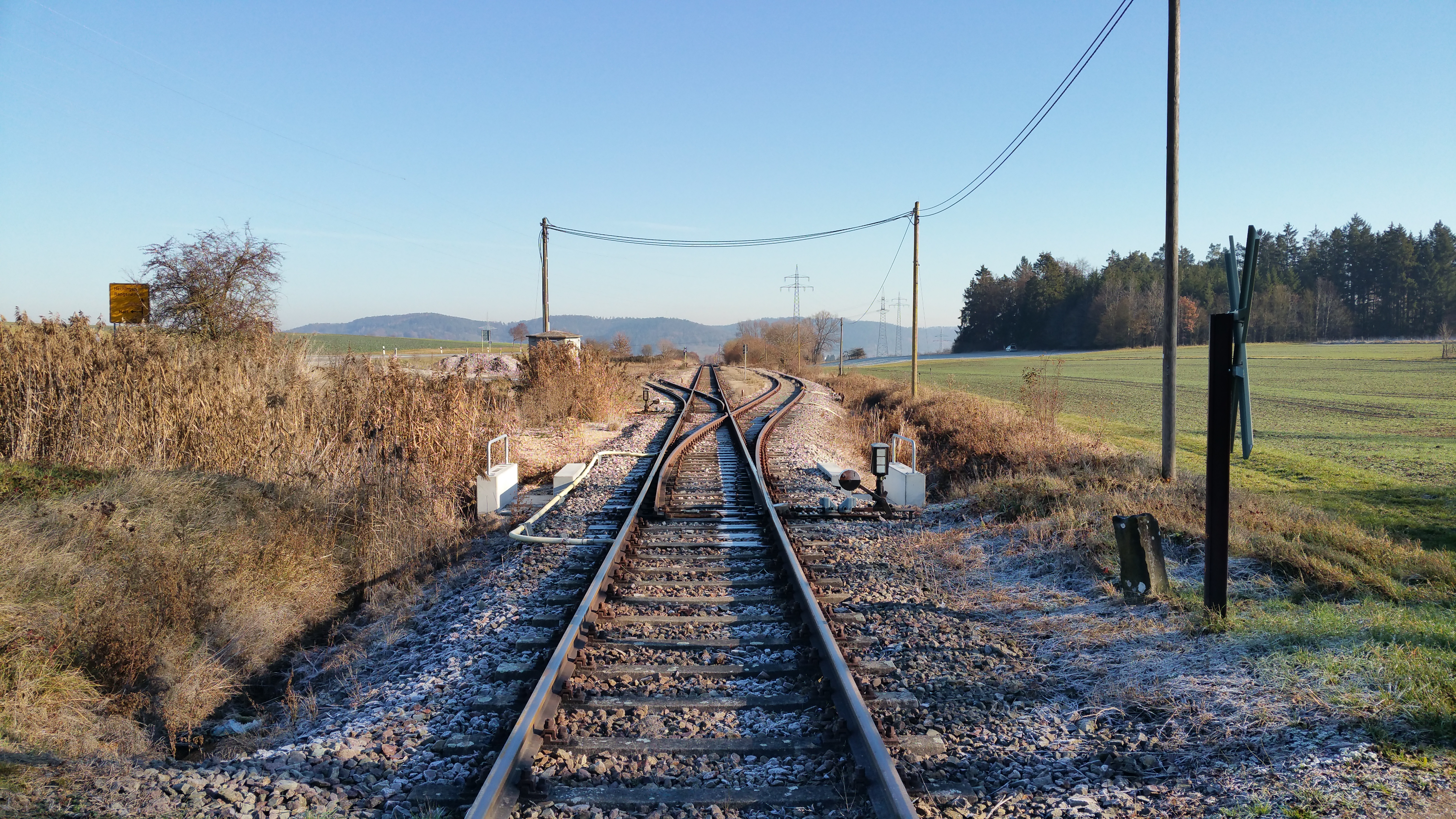
Bahnhof Hart (Hohenz)
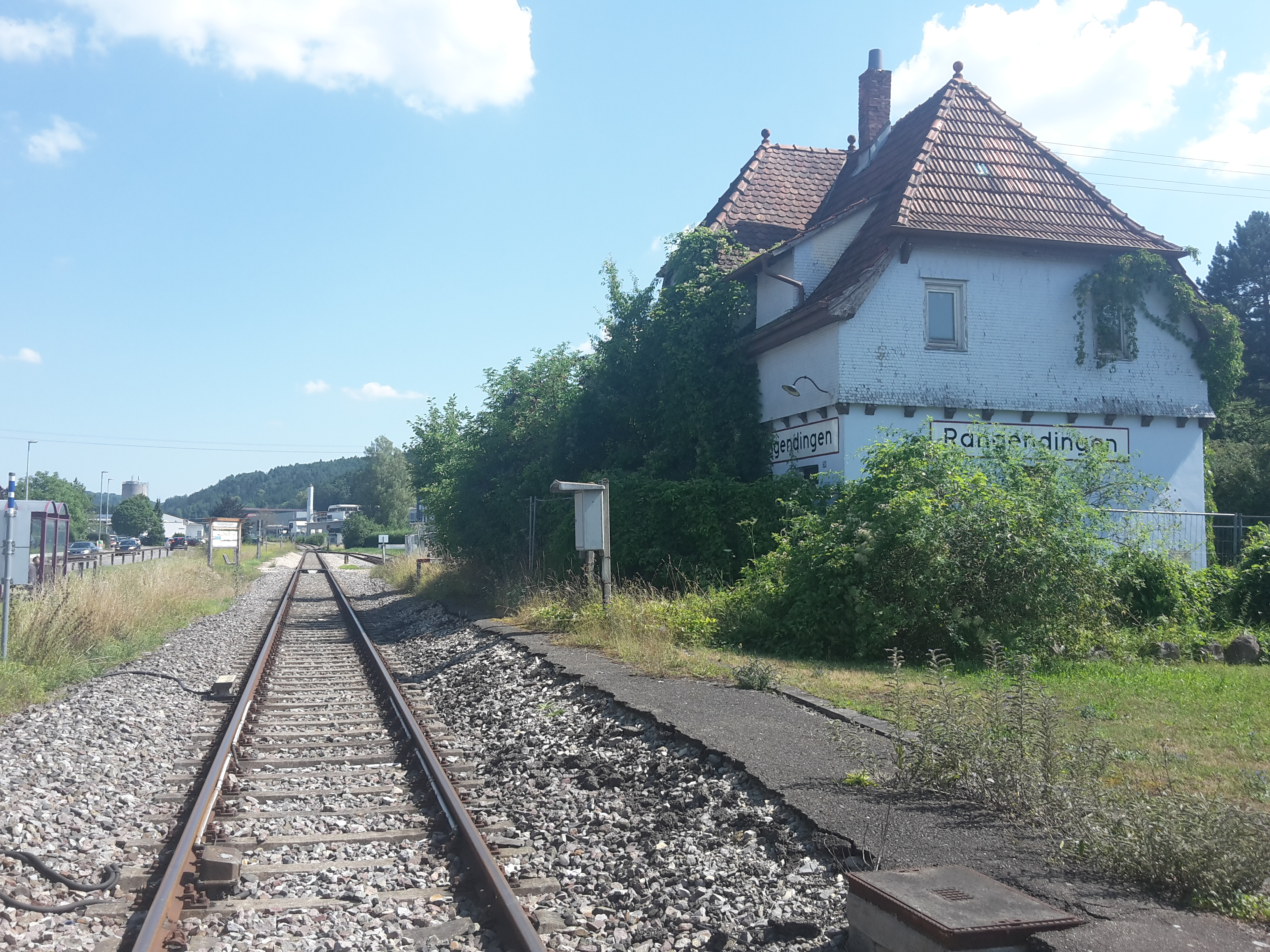
Bahnhof Rangendingen
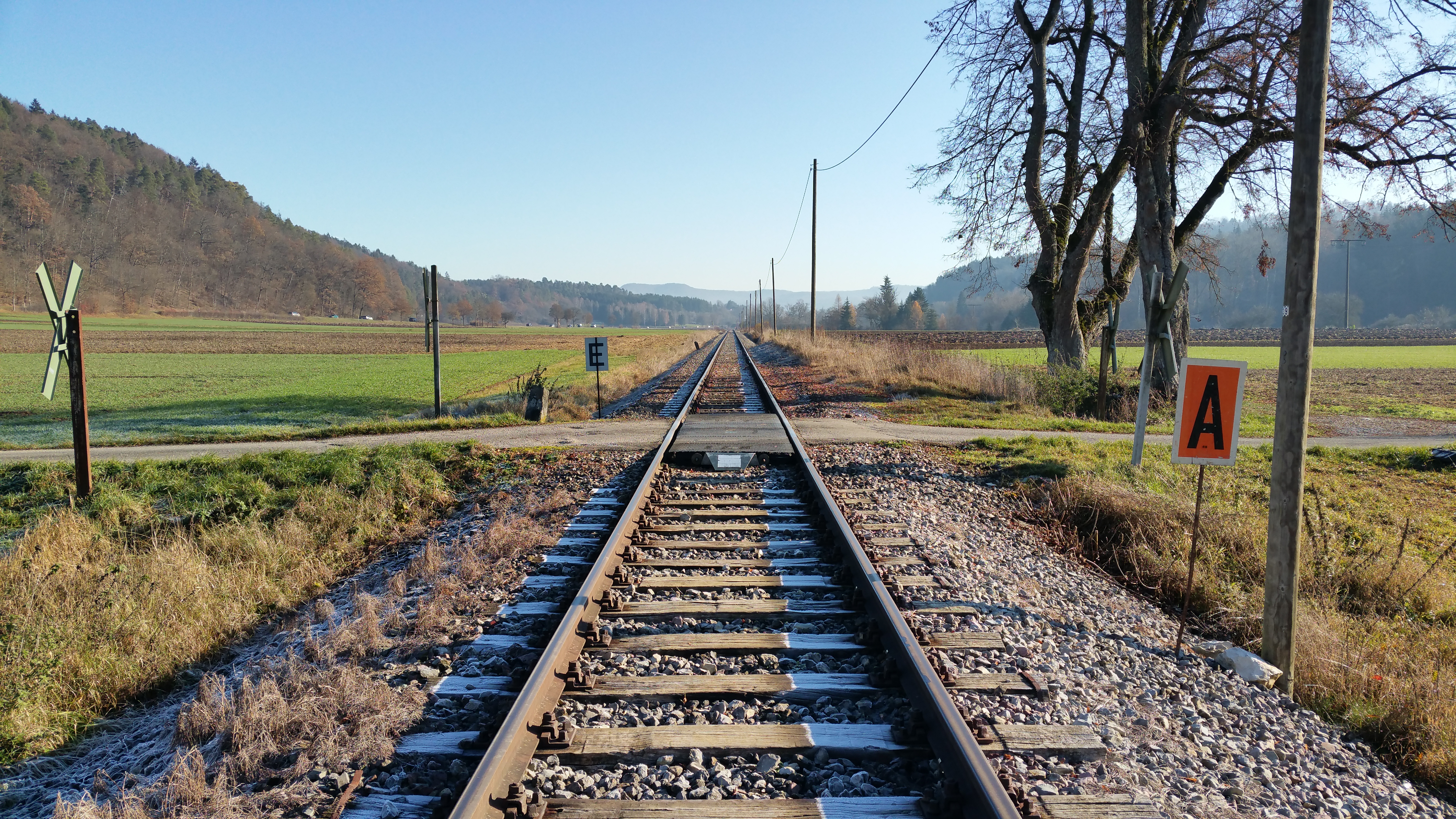
Ehemaliger Haltepunkt Lindich-Weilheim
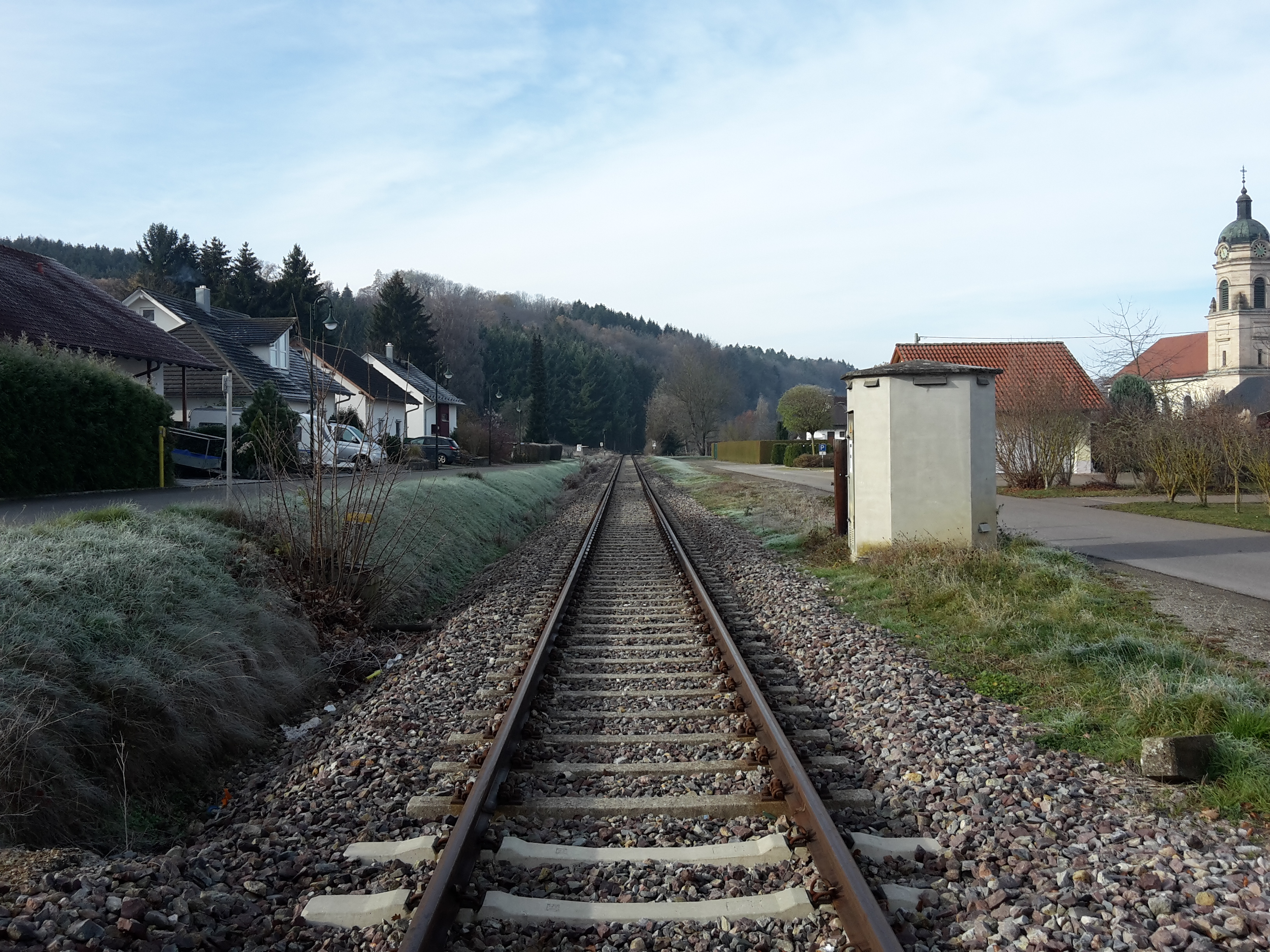
Ehemaliger Bahnhof Stein (Hohenz)
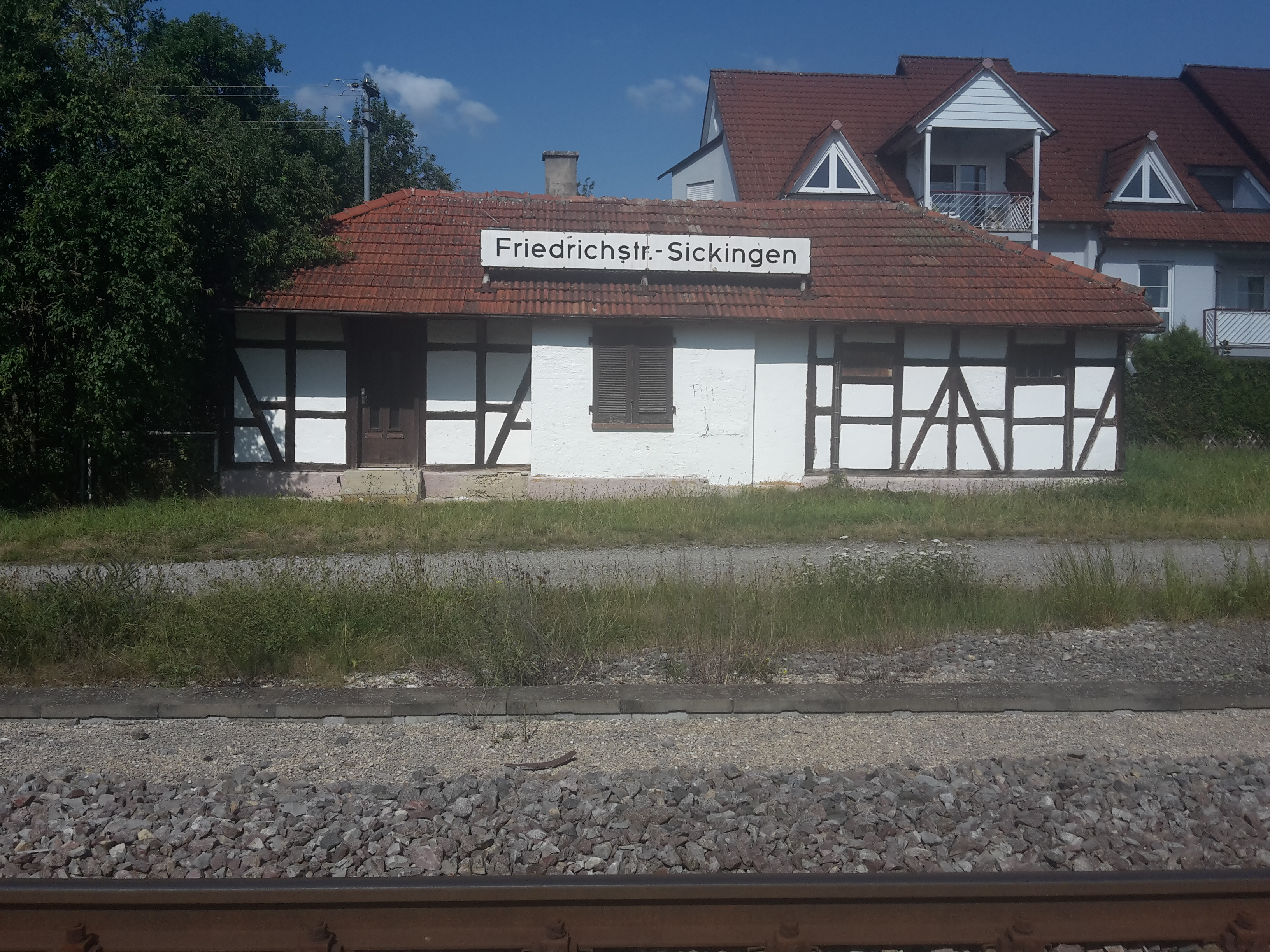
Ehemaliger Bahnhof Friedrichstraße-Sickingen
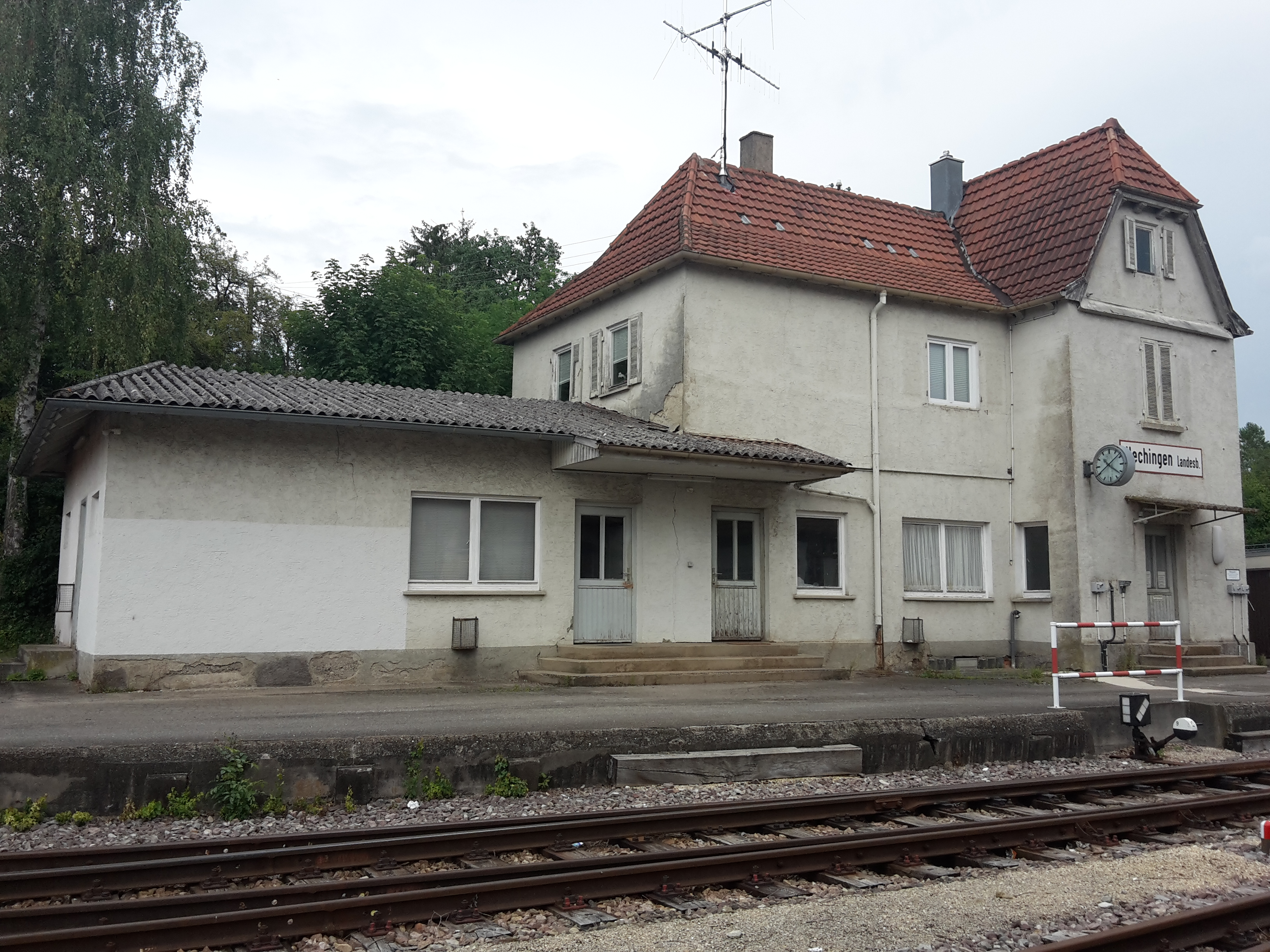
Bahnhof Hechingen Landesbahn

## Fahrzeugeinsatz
Zunächst kamen auf der Strecke Dampflokomotiven der Aktiengesellschaft für Lokomotivbau Hohenzollern zum Einsatz. Bereits 1934 beschaffte die HzL die Verbrennungstriebwagen VT 1 und VT2 und konnte die Fahrzeit zwischen Eyach und Sigmaringen deutlich verkürzen. Mit dem VT 3 folgte 1936 ein weiterer Triebwagen, der bis zu seinem Unfall 1968 eingesetzt wurde.
Im Ausflugsverkehr wurden hauptsächlich historische MAN-Schienenbusse eingesetzt. Nach Fristablauf der Fahrzeuge und anschließendem Verkauf wurden diese ab 2012 durch Regio-Shuttle ersetzt. Seit dem Fahrplanwechsel 2020 verkehren LINT-54-Triebwagen.

## Verkehr

### Personenverkehr
Im Zuge der bundesweiten Stilllegung von Nebenbahnen stellte auch die Hohenzollerische Landesbahn zwischen 1968 und 1973 den Personenverkehr auf einigen Strecken auf Omnibusbedienung um. Am 1. Oktober 1972 wurde der Personenverkehr im Abschnitt Eyach–Haigerloch eingestellt, am 3. Juni 1973 später folgte der Abschnitt Haigerloch–Hechingen.
Im Herbst 2008 wurde mit den HzL-Classic-Zügen nach 30 Jahren der Schienenpersonennahverkehr mit Ausflugszügen wiederbelebt. Am 1. Mai 2009 wurde der Freizeitverkehr im Zweistundentakt an zehn Sonn- und Feiertagen als Radexpress Eyachtäler sowie am Wochenende des Haigerlocher Christkindlesmarktes aufgenommen und schrittweise ausgeweitet. Zwischen 2012 und 2014 wurde der Verkehr auf alle Sonn- und Feiertage vom 1. Mai bis Mitte Oktober ausgeweitet. Ab 2016 wurde diese Linie als Zug der Zeit vermarktet.

### Güterverkehr
Bis Anfang der 2000er Jahre wurde in Haigerloch Obst umgeschlagen.
Nachdem für Transporte aus dem Salzbergwerk Stetten montags bis freitags jeweils zwei Güterzüge vom Bahnhof Stetten abfuhren, ging dieser Verkehr 2007 zurück und der Stückguttransport wurde eingestellt. Übrig blieb dort neben der Salzverladung auch die Verladung von Verfüllstoffen (Asche und Schlacke) sowie der Abtransport von Holz, dessen Verladung auch im Bahnhof Hart stattfindet.
Die Strecke wird vereinzelt als Umleiterstrecke genutzt.